# ジョッキ

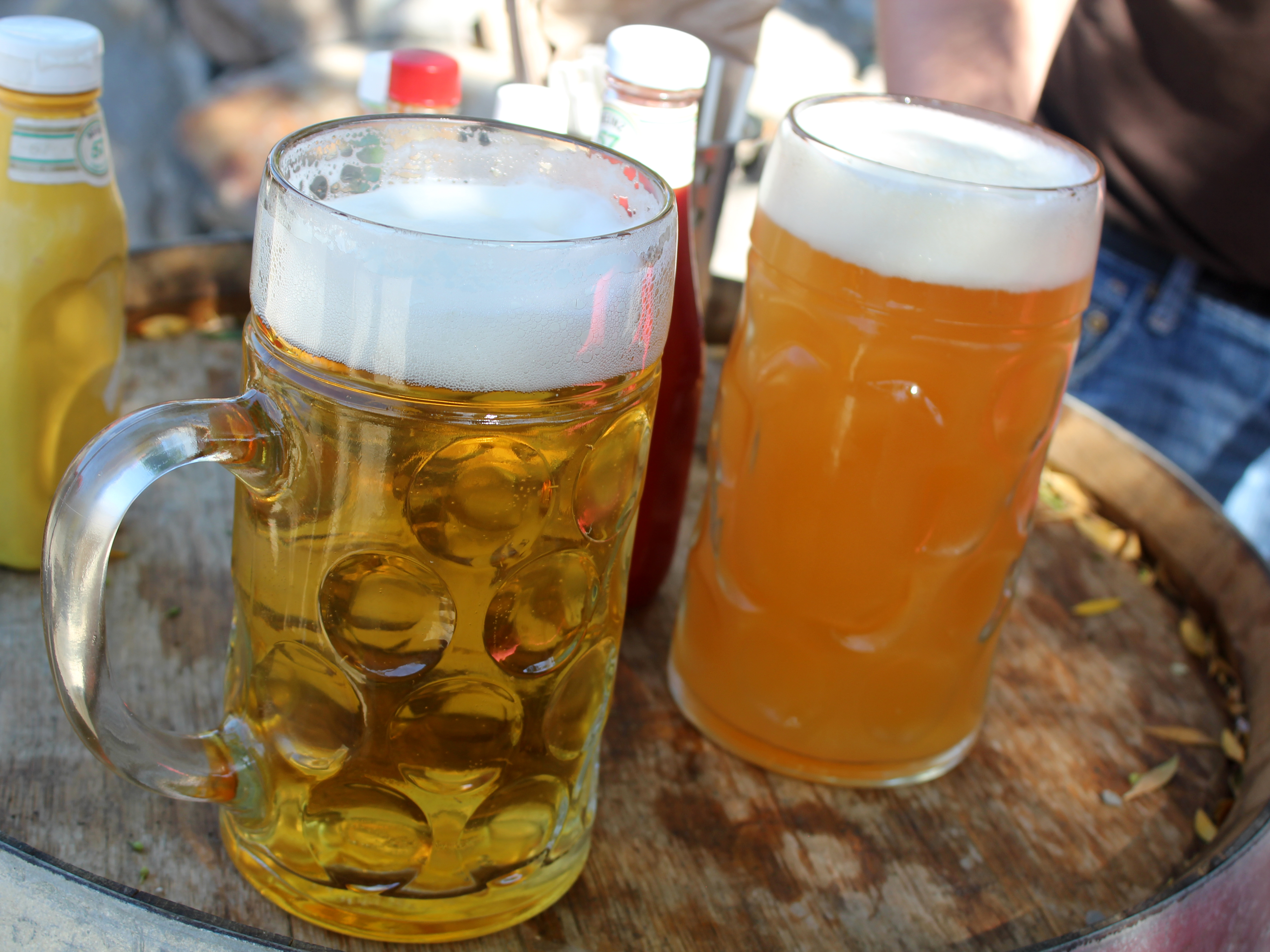
ビールジョッキ

ジョッキは、主にビール用の取っ手つき容器（ビールジョッキ、ビアマグ）を意味する和製英語。ハイボールや、レモンサワー等のサワー類の飲用に使われる場合もある。

## 語源
ジョッキは、英語のジャグ（英:  jug ）が訛った語と考えられているが、発音だけでなく、意味も英語のジャグとは異なる。英語のジャグは「柄付きの壷」「ピッチャー」を意味する。英語のジャグは飲んだり注いだりするための開口部と大きな持ち手を持っているが、ジョッキは飲用口や注ぎ口を持たない。
日本国内でジャグという語は、水筒や、アウトドア用の飲料水タンクを示す言葉として使われている。